# 潘佑
潘佑（938年—973年），幽州（今北京）人。南唐政治人物。
南唐時，累官虞部員外郎、內史舍人。借《周禮》變法，失敗。佑博通經史，尤喜老莊之言，文思敏捷，詞采斐然。其所草勸南漢書，累數千言，情辭款洽，甚有時譽。復擅行書草帖。著有《滎陽集》十卷，已佚。
後主李煜生活奢侈，潘佑七次上疏，徐鉉、張洎排斥潘佑，開寶六年，後主繫之獄，潘佑自殺。
978年，徐鉉奉宋太宗之命探視李煜，李煜嘆息：「當初我錯殺潘佑、李平，悔之不已！」
生平散見馬令《南唐書》、陸游《南唐書》、《宋史》本傳、《郡齋讀書志》卷四中。
潘佑貌丑，娶严续女，严氏很美貌。后来有一次严氏早上化妆，潘佑偷看，严氏从镜子中看到他，吓得倒地。潘佑觉得她厌恶自己，就和她离婚了。